# Place Surlet de Chokier
 (juin 2024).
La mise en forme du texte ne suit pas les recommandations de Wikipédia : il faut le « wikifier ».
Les points d'amélioration suivants sont les cas les plus fréquents :
- Les titres sont pré-formatés par le logiciel. Ils ne sont ni en capitales, ni en gras.
- Le texte ne doit pas être écrit en capitales (les noms de famille non plus), ni en gras, ni en italique, ni en « petit »…
- Le gras n'est utilisé que pour surligner le titre de l'article dans l'introduction, une seule fois.
- L'italique est rarement utilisé : mots en langue étrangère, titres d'œuvres, noms de bateaux, etc.
- Les citations ne sont pas en italique mais en corps de texte normal. Elles sont entourées par des guillemets français : « et ».
- Les listes à puces sont à éviter, des paragraphes rédigés étant largement préférés. Les tableaux sont à réserver à la présentation de données structurées (résultats, etc.).
- Les appels de note de bas de page (petits chiffres en exposant, introduits par l'outil «  Source ») sont à placer entre la fin de phrase et le point final[comme ça].
- Les liens internes (vers d'autres articles de Wikipédia) sont à choisir avec parcimonie. Créez des liens vers des articles approfondissant le sujet. Les termes génériques sans rapport avec le sujet sont à éviter, ainsi que les répétitions de liens vers un même terme.
- Les liens externes sont à placer uniquement dans une section « Liens externes », à la fin de l'article. Ces liens sont à choisir avec parcimonie suivant les règles définies. Si un lien sert de source à l'article, son insertion dans le texte est à faire par les notes de bas de page.
- La présentation des références doit suivre les conventions bibliographiques. Il est recommandé d'utiliser les modèles {{Ouvrage}}, {{Chapitre}}, {{Article}}, {{Lien web}} et/ou {{Bibliographie}}. Le mode d'édition visuel peut mettre en forme automatiquement les références.
- Insérer une infobox (cadre d'informations à droite) n'est pas obligatoire pour parachever la mise en page.

Pour une aide détaillée, merci de consulter Aide:Wikification.
Si vous pensez que ces points ont été résolus, vous pouvez retirer ce bandeau et améliorer la mise en forme d'un autre article.
La place Surlet de Chokier (en néerlandais : Surlet de Chokierplein) est située à Bruxelles, capitale de la Belgique. Elle porte le nom du premier Régent de Belgique et est dédiée à la glorification de la révolution belge et des libertés constitutionnelles. 

## Contexte historique
La place Surlet de Chokier a été construite lors des travaux de restructuration du quartier Notre-Dame-aux-Neiges, devenu Quartier des Libertés, en 1874, près de 40 ans après les travaux des boulevards. La restructuration de la place a été menée par Antoine Mennessier. Par rapport au bâti d’origine ne subsistent que les numéros 3 et 4-5.
À partir de 1874, la population du quartier Notre-Dame-aux-Neiges est expulsée, il y avait une volonté de ramener en ville des populations plus aisées financièrement ainsi que plus dignes de côtoyer les institutions présentes à Bruxelles. C’est pourquoi tout le quartier a été remis à neuf à partir de 1960. Le but de ces travaux était de faire disparaitre les nombreuses ruelles et impasses de l’ancien quartier ouvrier afin de l’épurer. Cependant, la société organisant ces travaux a fait faillite en 1885, à la suite de cela, c’est la Régie foncière de la ville de Bruxelles qui rachète la majorité de leurs biens. Cela explique par ailleurs la présence de beaucoup de locataires dans ce quartier. 
En 2006, 1 737 habitants étaient comptés dans le quartier, ce nombre n’a pas beaucoup augmenté. À présent, le quartier est davantage exploité par les entreprises qui y ont leurs bureaux. 
Le nom de cette place honore le baron Érasme Surlet de Chokier. Celui-ci avait été Régent de Belgique en 1831. En effet, l’occupation de Bruxelles par l’armée hollandaise en septembre 1830 provoque la création d’un comité révolutionnaire qui se transformera en un gouvernement provisoire après le départ des hollandais. Après la proclamation de l’indépendance des 9 provinces de Belgique par ce comité, celui-ci voulait créer une nouvelle constitution. Pour ce faire, il charge une commission. Le congrès national présidé par Surlet de Chokier est donc élu au suffrage direct et se réunit pour la première fois le 10 novembre 1830. La nouvelle constitution est adoptée le 7 février 1831. De plus, ce congrès se charge de la désignation d’un nouveau roi. Cependant, le prince français, duc de Nemours renoncera au trône à la suite du refus de son père de le laisser régner à cause des pressions étrangères. Le gouvernement provisoire est dissous et le congrès l’élit alors comme Régent du royaume de Belgique le 24 février 1831, il restera en place jusqu’au 21 juillet, date à laquelle Léopold 1er accède au trône.  
Anecdotiquement, les souterrains situés en dessous du bâtiment numéro 15-17 (siège du gouvernement de la FWB) servaient de glacières, les brasseurs et bouchers de Bruxelles y mettaient leurs bières et viandes afin de les garder au frais. 

## Situation géographique
La place Surlet de Chokier, se trouve à la périphérie du Quartier des Libertés, redessiné et reconstruit à partir de 1874. La place Surlet de Chokier fut bordée d’immeubles de prestige avant les démolitions au XXe siècle. Celui-ci se trouve dans le pentagone de Bruxelles, qui regroupe le centre de Bruxelles.  
Afin de se positionner géographiquement : 
- La place se trouve non loin de la station de métro Madou et est bien desservie par les transports en commun bruxellois.
- Les rues suivantes donnent accès à la place : La rue du Congrès, la rue de la Croix de Fer, la rue de Louvain, le boulevard du Régent. Elle est encadrée par la petite ceinture, la rue de la Loi, la rue Royale, la place Madou ainsi que son tunnel et le carrefour botanique.
- On trouve notamment dans le quartier : la rue de la Révolution, la place des Barricades et la rue du Gouvernement Provisoire, sans oublier la place de la Liberté, d'où rayonnent quatre rues consacrées aux quatre libertés constitutionnelles (liberté de la Presse, des Cultes, d’Association et de l’Enseignement). D’autres monuments sont aussi présents tels que la colonne du Congrès, le monument Charles Rogier, la statue de la Brabançonne.
- Elle se trouve également à proximité de certaines ambassades, de consulats, du Cirque Royal, le gouvernement de la fédération Wallonie-Bruxelles et est non loin du parlement flamand.

L’intérieur du quartier est principalement occupé par des immeubles vides ou occupés servant de bureaux, le nombre de ceux-ci est le plus important après ceux implantés dans le quartier européen, cela participe à la réduction du nombre d’habitations dans une grande partie de la ville. 

## Description de la place

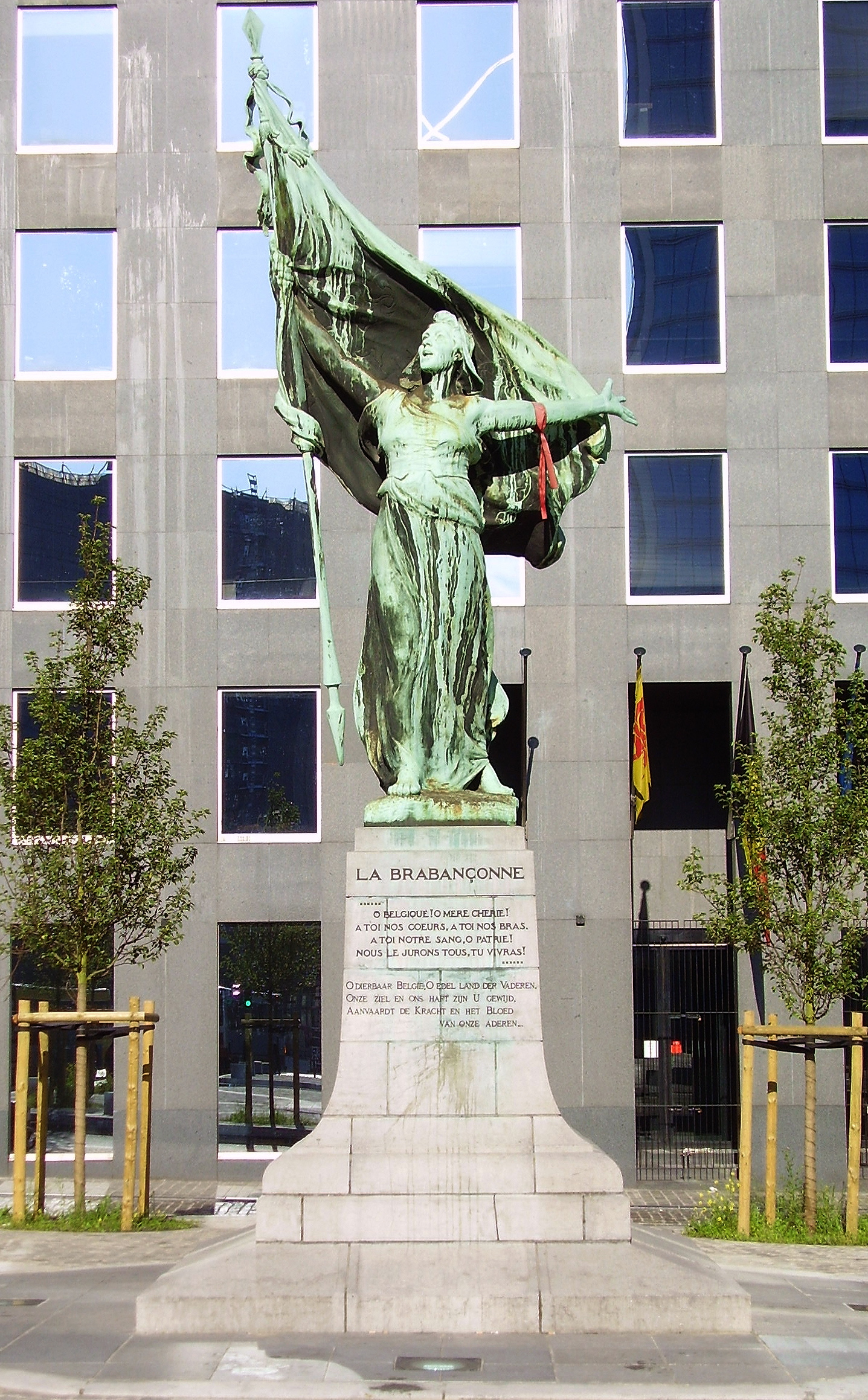
Statue de la Brabançonne.

On trouve au centre de la place, le célèbre monument de la statue de la Brabançonne, celle-ci fait partie des cinq monuments commémoratifs emblématiques de la première guerre mondiale à Bruxelles. Elle est en bronze et est l’œuvre du sculpteur Charles Samuel, elle a été érigée par souscription publique en 1930. On trouve sur le monument les paroles de la troisième version de l’hymne national gravée en néerlandais et en français. Cette statue est une façon de rendre hommage à la partie victorieuse de la révolution belge. Elle est classée depuis 2015 au patrimoine des monuments.
La place abrite également le siège du gouvernement de la Fédération Wallonie-Bruxelles (correspondant constitutionnellement à la Communauté française de Belgique) aux numéros 15-17. Celui-ci est compétent dans une multitude de domaines, tels que l’enseignement obligatoire et supérieur, la culture, l'aide à la jeunesse, la maisons de justice, les droits des femmes, l’égalité des chances, les relations internationales, ainsi que le budget de cette entité fédérée. La bâtiment est facilement reconnaissable grâce aux drapeaux dressés au-dessus de l’entrée : celui de la communauté française, le drapeau européen, le drapeau belge et celui de la fédération Wallonie-Bruxelles. C’était également le cabinet du ministre Simonet. Le bâtiment est un immeuble de bureaux contemporain avec une façade très foncée et un hall central circulaire qui en fait sa spécificité. 
La place est bornée de restaurants, de magasins, de nouveaux immeubles à appartements ou servant de bureaux. Quelques arbres font le tour de la place et des cubes en béton permettent de s’y asseoir.

## Actualité
La place Surlet de Chokier est, encore aujourd’hui, le lieu de plusieurs événements. En effet, elle est le lieu de rendez-vous pour le départ de nombreuses manifestations, souvent en lien avec les compétences de la Fédération Wallonie-Bruxelles. Citons notamment une manifestation relative à la précarité étudiante qui a eu lieu dans le hall du gouvernement de la Fédération Wallonie-Bruxelles le 5 mai 2021. La place constituait également le point de départ de la manifestation pour une revalorisation de l’enseignement et de son personnel, le 10 février 2022. Le 21 avril 2022, la commémoration de la catastrophe Rana Plaza en 2013 a aussi eu lieu afin de dénoncer des violations restant impunies de long des chaînes d’approvisionnement de certaines entreprises internationales. Cette place est donc un point politique stratégique et de militance. 
Étant donné que le gouvernement de la Fédération Wallonie-Bruxelles siège sur la place, de nombreux communiqués de presse sont organisés dans son bâtiment. 